# José María Busto
José María Busto Llano (Portugalete, 12 novembre 1923 – Siviglia, 27 maggio 2012) è stato un calciatore e allenatore di calcio spagnolo, di ruolo portiere.

## Carriera

### Giocatore
Originario dei Paesi Baschi, nella stagione 1940-1941 giocò nel Barakaldo in Segunda División spagnola, allenato da Carlos Petreñas.
Nel 1942 si unì al Siviglia, nella Primera División. Esordì nella Liga il 27 settembre 1942 in una vittoria per 6-0 contro il Zaragoza Football Club. Raccolse l'eredità tra i pali di Guillermo Eizaguirre.. Busto fu il portiere della squadra andalusa per sedici stagioni. Nel 1946 contribuì alla vittoria del primo campionato nella storia del Siviglia, mentre due anni dopo la squadra si aggiudicò la Coppa del Generalissimo. Busto si ritirò nel 1958.

### Allenatore
Nel 1963 allenò per 7 partite il Siviglia subentrando ad Antonio Barrios nel finale di stagione e contribuendo a evitare la retrocessione del club in Segunda División.

## Palmarès

### Club

#### Competizioni nazionali
- Primera División spagnola: 1

Siviglia: 1945-1946
- Coppa di Spagna: 1

Siviglia: 1948